# Violence des colons israéliens

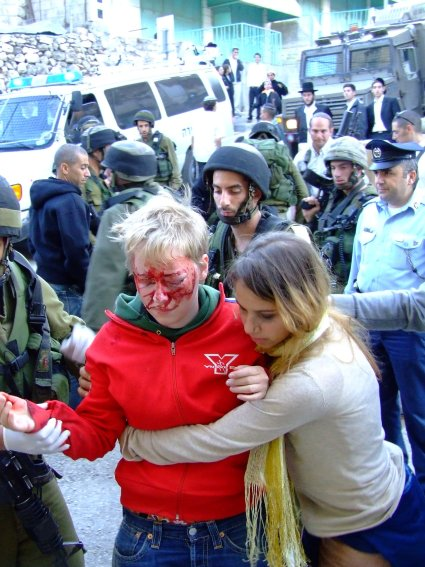
La suédoise Tove Johannson avec une fracture de la pommette à la suite d'un jet de bouteille par un colon israélien à Hébron le 18 novembre 2006. Elle et d’autres membres européens du Mouvement de solidarité internationale avaient cherché à escorter les enfants palestiniens chez eux après l’école,.

Les Palestiniens sont la cible de violences de la part des colons israéliens et de leurs partisans, principalement en Cisjordanie.
En novembre 2021, le ministre israélien de la Défense, Benny Gantz, évoque la forte augmentation du nombre d’incidents entre colons et Palestiniens en Cisjordanie, dont beaucoup résultent d’attaques menées par des résidents d’avant-postes illégaux de colons contre des Palestiniens des villages voisins. La violence des colons comprend également des actes connus sous le nom d’« attaques par étiquette de prix » (hébreu : מדיניות תג מחיר ; anglais ; price tag attack policy), aussi parfois appelée « responsabilité mutuelle » (hébreu : אחריות הדדית) en réponse aux actions du gouvernement israélien, généralement contre des cibles palestiniennes et occasionnellement contre les forces de sécurité israéliennes en Cisjordanie.
Il est interdit à la police palestinienne de réagir aux actes de violence perpétrés par les colons israéliens, ce qui diminue sa crédibilité auprès des Palestiniens.

## Historique
Au XXIe siècle, on assiste à une augmentation constante de la violence et de la terreur perpétrées par les colons israéliens contre les Palestiniens.

### 2008-2011

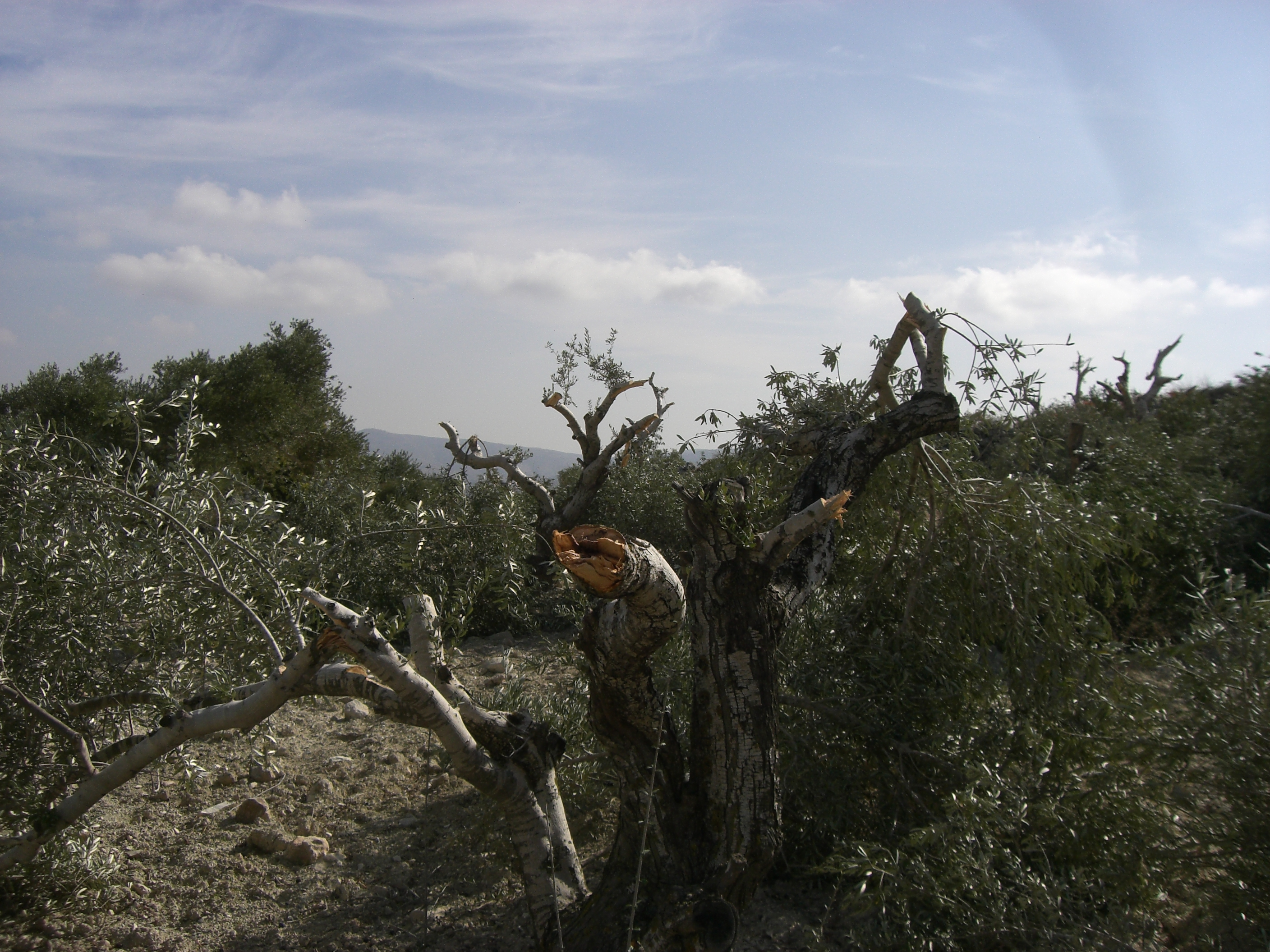
Oliviers du village palestinien de Burin, vandalisés par des colons israéliens de Yitzhar, en novembre 2009.

Entre janvier et novembre 2008, 515 poursuites pénales sont ouvertes par Israël contre des colons pour violences contre les Arabes ou les forces de sécurité israéliennes ; 502 d'entre eux impliquent des « radicaux de droite » tandis que 13 concernent des « anarchistes de gauche »,.

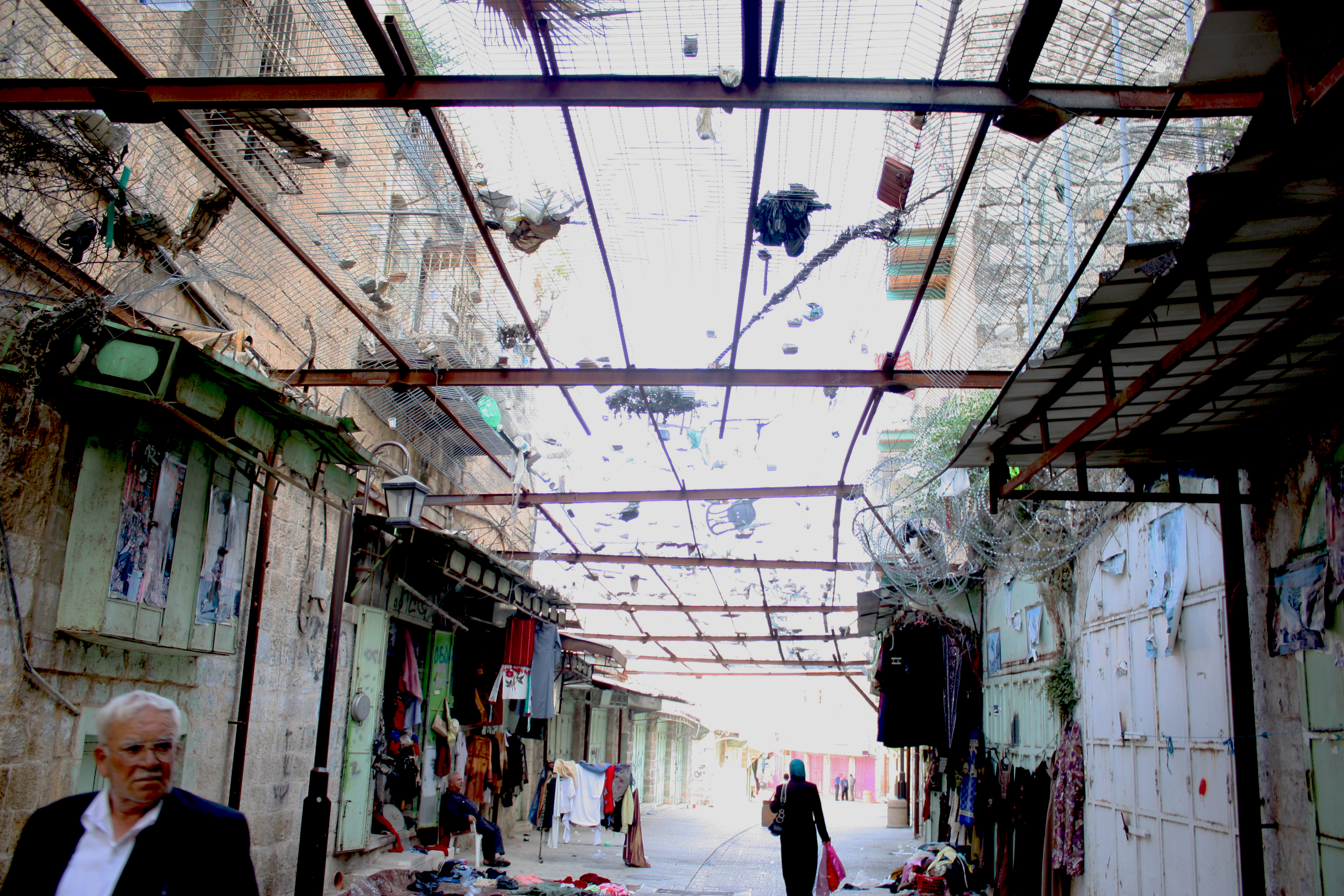
Grillage pour protéger les Palestiniens d'Hébron des jets d'ordures des colons israéliens, le 13 juin 2010.

En 2008, le haut commandant israélien en Cisjordanie déclare qu’un noyau dur de quelques centaines de militants est impliqué dans les violences contre les Palestiniens et les soldats israéliens. Certaines personnalités religieuses juives éminentes vivant dans les territoires occupés, ainsi que des responsables du gouvernement israélien, condamnent et expriment leur indignation face à un tel comportement, tandis que des justifications religieuses pour les meurtres de colons ont également été avancées. Selon les médias israéliens, l’establishment de la défense a commencé à adopter une ligne plus dure contre les colons indisciplinés à partir de 2008. En 2011, la BBC rapporte que « la grande majorité des colons sont non-violents, mais certains au sein du gouvernement israélien reconnaissent un problème croissant avec les extrémistes ».
Les chiffres de l'ONU de 2011 montrent que 90 % des plaintes déposées contre des colons par des Palestiniens auprès de la police israélienne n'ont jamais abouti à une inculpation.

### 2012-2021
En 2012, selon un rapport des chefs de mission de l’UE, la violence des colons a plus que triplé au cours des trois années précédant 2011. Le taux annuel d’attaques de colons (2 100 attaques en 8 ans) a presque quadruplé entre 2006 et 2014, selon des chiffres du bureau de la coordination des affaires humanitaires des Nations Unies (OCHA). En 2021, une nouvelle vague de violence éclate après la mort d'un colon de 16 ans dans une course-poursuite avec la police israélienne après avoir lancé des pierres sur des Palestiniens. Jusqu'à présent, cela a donné lieu à 44 incidents en l'espace de quelques semaines, blessant deux enfants palestiniens. La fin de l’année 2021 voit une augmentation marquée de la violence des colons envers les Palestiniens, condamnée au Conseil de sécurité des Nations Unies.

### 2022-2023
La violence des colons s'intensifie après la nomination du trente-septième gouvernement israélien en décembre 2022, qui se distingue par la participation de politiciens d’extrême droite et son soutien à l’expansion des colonies israéliennes dans les territoires palestiniens,. La violence des colons s'accroît de nouveau après l'attaque du Hamas contre Israël le 7 octobre 2023. Au cours des six premiers jours suivant l'attaque, B'Tselem enregistre au moins 46 incidents au cours desquels des colons ont menacé, attaqué physiquement ou endommagé les biens de Palestiniens. Les responsables des Nations unies affirment que depuis le début de la guerre à Gaza, les forces de défense israéliennes et les colons armés ont tué plus de 120 Palestiniens en Cisjordanie, la plupart des décès étant survenus lors d'affrontements avec des soldats israéliens.

## Sanctions internationales
Dès février 2024, puis à plusieurs reprises au cours de l'année, les États-Unis, le Royaume-Uni, l'Union européenne, le Canada adoptent des sanctions contre des colons qui ont commis des actes de violence contre les Palestiniens dans le territoire occupé de Cisjordanie. Entre octobre 2023, moment où a commencé la guerre à Gaza, jusqu'en février 2024, les colons ont tué au moins 8 Palestiniens et en ont blessé 84 autres en Cisjordanie, sur un total de 370 Palestiniens de Cisjordanie tués - les 362 autres Palestiniens tués l'ayant été par des soldats israéliens.
Entre février et novembre 2024, les Etats-Unis sanctionnent au total 17 individus et 16 organisations ; dès janvier 2025, Donald Trump nouvellement élu annule toutes les sanctions prises par l'administration Biden.
Entre février et octobre 2024 le Royaume-Uni sanctionne 7 organisations qui soutiennent la colonisation, dont Amana, « branche centrale du mouvement des colons israéliens », également sur la liste des entités visées par des sanctions canadiennes.
En avril puis en juillet 2024, l'Union européenne  impose des sanctions à des colons qui commettent « des violations systématiques des droits des Palestiniens en Cisjordanie et à Jérusalem ». Au total 14 colons et organisations sont concernés. Les sanctions comprennent  « l’interdiction de leur fournir des fonds directement ou indirectement », « le gel des avoirs, l’interdiction de visas pour entrer dans l’Union européenne ». Parmi les organisations figurent Lehava, « groupe suprémaciste juif d’extrême droite », et les Jeunes des collines.
En mai, juin et septembre 2024 le Canada sanctionne également des colons israéliens : 4 individus en mai, puis en juin 7 individus et 5 organisations pour leur rôle consistant à faciliter, à soutenir ou à contribuer financièrement à des actes de violence commis par des colons extrémistes israéliens à l’encontre de civils palestiniens et leurs biens. En septembre, 4 colons et 3 organisations, Mount Hebron Fund et Shlom Asiraich, sont également visés pour avoir "participé à des actes de harcèlement et de violence, y compris des attaques contre des convois humanitaires, la dépossession de biens et le déplacement de collectivités palestiniennes".